# Okrucieństwo

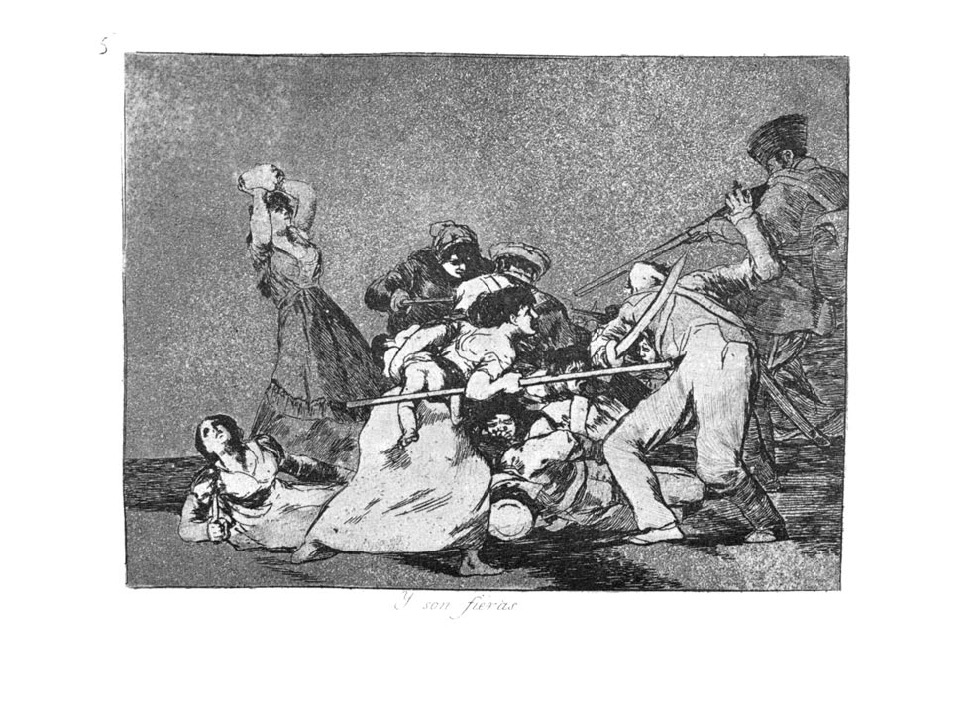
Francisco Goya, I są jak dzikie bestie z cyklu Okropności wojny

Okrucieństwo – skłonność do zadawania, bez powodu albo dla własnej przyjemności, cierpień ludziom i zwierzętom (znęcanie się) lub lekceważenia ich cierpień i nieszczęść. Jednym z przejawów okrucieństwa są tortury.
Okrucieństwo jest rozpatrywane zarówno w kategoriach psychologicznych, jak i prawnych. 8. poprawka do Konstytucji Stanów Zjednoczonych zakazuje stosowania kar okrutnych bądź wymyślnych. Również Konstytucja Rzeczypospolitej Polskiej stanowi w Artykule 40: Nikt nie może być poddany torturom ani okrutnemu, nieludzkiemu lub poniżającemu traktowaniu i karaniu. Zakazuje się stosowania kar cielesnych.
Okrucieństwo od początku było częstym tematem dzieł literatury pięknej. Tematowi okrucieństwa w literaturze i kulturze europejskiej poświęcony został cykl seminariów organizowanych przez Wydział Filologii Polskiej i Klasycznej Uniwersytetu im. Adama Mickiewicza w Poznaniu i Wydział Polonistyki Uniwersytetu Jagiellońskiego w Krakowie. Antonin Artaud sformułował koncepcję Teatru okrucieństwa, jednak samo zjawisko istniało w dramacie od zawsze. Wyjątkowo krwawe były sztuki elżbietańskie, na przykład Tragedia hiszpańska Thomasa Kyda i Tytus Andronikus Williama Szekspira. Studium okrucieństwa stanowi opowiadanie Edgara Allana Poego Studnia i wahadło, opowiadające o więzieniu hiszpańskiej inkwizycji. W sztukach plastycznych znanym przedstawieniem okrucieństwa są Okropności wojny Francisca Goi.